# Agromyza hendeli
Agromyza hendeli är en tvåvingeart som beskrevs av Griffiths 1963. Agromyza hendeli ingår i släktet Agromyza och familjen minerarflugor. Arten är reproducerande i Sverige. Inga underarter finns listade i Catalogue of Life.